# Žďár, Rakovník
Žďár là một làng thuộc huyện Rakovník, vùng Středočeský, Cộng hòa Séc.